# Colocasiomyia heterodonta
Colocasiomyia heterodonta är en tvåvingeart som beskrevs av Yafuso och Toyohi Okada 1990. Colocasiomyia heterodonta ingår i släktet Colocasiomyia och familjen daggflugor. Inga underarter finns listade i Catalogue of Life.